# Millas
Millas (in catalano Millars) è un comune francese di 3 976 abitanti situato nel dipartimento dei Pirenei Orientali nella regione dell'Occitania.
Appartiene al Cantone di La Vallée de la Têt.

## Origini del nome
Vi sono due ipotesi sull'origine del nome Millas:
- potrebbe derivare dalla presenza di una pietra miliare (Milar in catalano) lungo una strada romana;
- un'altra teoria propone derivi dall'abbondanza di miglio (in catalano mill) coltivato dagli abitanti del villaggio nel Medioevo.

La seconda interpretazione sembra la più plausibile, al punto che delle piante di miglio sono rappresentate nello stemma comunale.
Il nome Millares appare per la prima volta nell'898 in un testo in cui si menziona una chiusa e un canale. In un altro documento, datato 953, è riportato il nome latinizzato di Miliaso.

## Storia

### Simboli

Stemma del comune di Millas

Il comune ha adottato un logo che riprende gli elementi dello stemma.

## Società

### Evoluzione demografica
Abitanti censiti